# Ducado de Toro

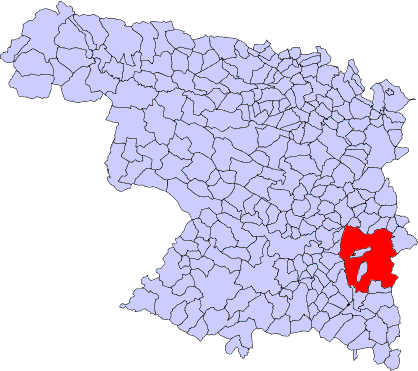
Situación del municipio de Toro, (Zamora).

Escudo de Toro, (Zamora).

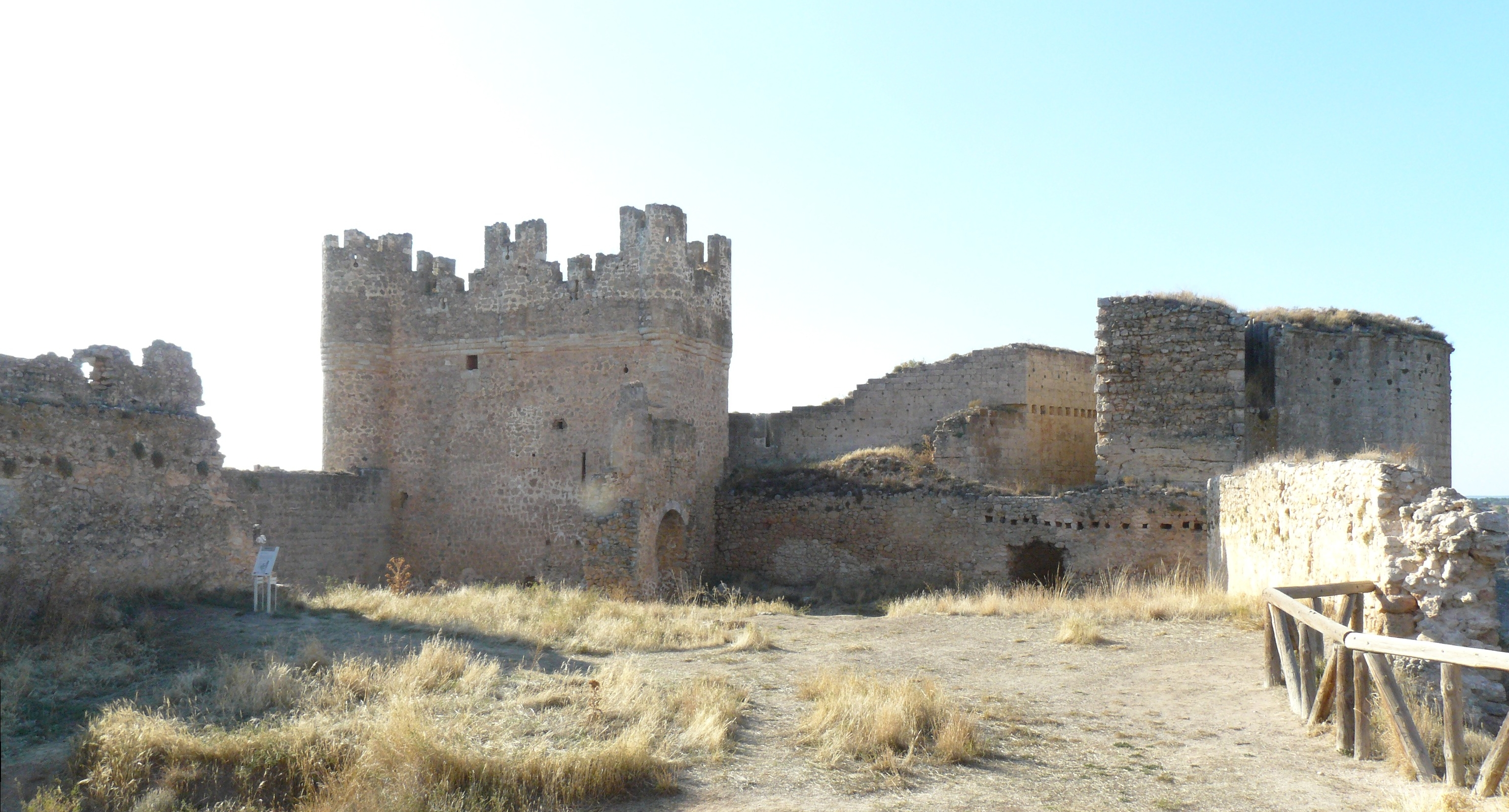
Castillo de Berlanga de Duero, de donde fueron señores la familia Tovar. Efificación del.

El Ducado de Toro es un título nobiliario español, creado por los Reyes Católicos, a favor de María de Tovar, VI señora de Berlanga, (Soria)
Era hija de Luis de Tovar, V señor de Berlanga y de María de Vivero, hija a su vez de Alonso Pérez de Vivero, señor de Villajuan e Inés de Guzmán I duquesa de Villalba.
Su denominación hace referencia a la ciudad de Toro, provincia de Zamora, aunque nunca tuvo señorío sobre esta ciudad.

## Duques de Toro
|                                  | Titular                          | Periodo                          |
| Creación por los Reyes Católicos | Creación por los Reyes Católicos | Creación por los Reyes Católicos |
| -------------------------------- | -------------------------------- | -------------------------------- |
| I                                | María de Tovar y de Vivero       | única titular                    |

## Historia de los duques de Toro
- María de Tovar y de Vivero, ( † el 30 de noviembre de 1527), I duquesa de Toro, VI señora de Berlanga.

1. Casó con Íñigo Fernández de Velasco y Mendoza, II duque de Frías, VIII Condestable de Castilla, IV conde de Haro, quién era hijo de Pedro Fernández de Velasco y de Mencía de Mendoza.

Única titular de este ducado, tuvo amplia descendencia que se repartieron los títulos y señoríos, pero no el ducado de Toro que revirtió a la Corona. Nunca más se ha concedido este título.

## Descendencia
María de Tovar y su esposo Íñigo Fernández de Velasco y Mendoza, tuvieron los siguientes hijos:
1. Pedro Fernández de Velasco y Tovar, el primogénito, que heredó los estados paternos de la Casa de Velasco, siendo III duque de Frías y V conde de Haro. Casó con Juliana Ángeles de Velasco y Aragón. Sin descendencia.
2. Juan Sánchez de Velasco y Tovar, segundogénito, que heredó los estados maternos, por disposición de su madre y con el beneplácito de su padre, adoptando el apellido "Tovar", y con la condición de no unir dichos estados al mayorazgo de los Velasco. Casó con Juana Enríquez de Rivera Portocarrero y Cárdenas. Al morir su hermano mayor, Pedro Fernández de Velasco y Tovar sin descendencia, su hijo Íñigo de Tovar heredó de su tío, el condado de Haro, convirtiéndose en el VI conde. En 1529, fue creado I marqués de Berlanga, por el rey Carlos I. Se da la circunstancia, de que este Juan de Tovar y Fernández de Velasco, fue el encargado, por cesión de su padre Íñigo Fernández de Velaco y Mendoza, de custodiar a los dos hijos del rey de Francia Francisco I, el Delfín y el Duque de Orleans, cuando éstos se convirtieron en rehenes como garantía ante Carlos I, después de la batalla de Pavia, en donde  las tropas del emperador  hicieron prisionero a Francisco I , después de haberle derrotado.
3. Bernardino de Velasco y Tovar.
4. Mencía de Velasco y Tovar, que fue condesa de Oñate.
5. María de Velasco y Tovar, que fue abadesa del Monasterio de Santa Clara, en Medina de Pomar.
6. Isabel de Velasco y Tovar, que casó con Bernardino de Cárdenas y Pacheco, II duque de Maqueda, I marqués de Elche.